# Csontosrosztoka
Csontosrosztoka (más néven Alsó- és Felsőrosztoka, ukránul: Костринська Розтока) település Ukrajnában, Kárpátalján, az Ungvári járásban.

## Fekvése
Nagybereznától északkeletre, Csontos mellett fekvő település.

## Nevének eredete
Neve szláv eredetű, a szláv rosztoka magyarul két ág egyesüléséből keletkező vízfolyást jelent.

## Története
Alsó- és Felsőrosztoka két tanyából létrejött falu.
Nevét 1770-ben említette először oklevél Kosztrina Rosztoka néven. 1782-1784-ben Kosztrinarosztoka, 1808-ban Rosztoka (Kosztrina), Kostryná-Rostoka, 1913-ban Alsórosztoka néven.

## Népesség
| 2001 | 493 |

A népesség anyanyelv szerinti megoszlása a teljes népesség %-ában (2001)